# Açu
Açu este un oraș în Rio Grande do Norte (RN), Brazilia. 